# Marie Søderberg
Marie Tourell Søderberg (født 26. juli 1988 på Nørrebro, København) er en dansk skuespiller.
Marie Tourell Søderberg var allerede som barn og ung i rampelyset i Eventyrteatret og i DRs / Børne1erens program ’TV-tjekket’. Som gymnasieelev spillede hun om aftenen rollen som Janni Spies i Nikolaj Cederholms teaterversion af  ’Simon Spies’ på Østre Gasværk. Også instruktøren Kaspar Munk havde blik for hendes talent, som det udfoldede sig i hans prisbelønnede ungdomsfilm ’Forsvunden’ fra 2005.
Efter studentereksamen fra Sankt Annæ Gymnasium i 2007 tog Marie Tourell Søderberg til New York for at studere ved Lee Strasberg Theatre and Film Institute (en). Efter sin afgang fra Den Danske Scenekunstskole i Odense (2008-12) debuterede hun i DRs store tv-serie ’1864 – Brødre i Krig’, hvor hun i en bærende rolle som Inge, den kønne og belæste godsforvalterdatter, var genstand for to brødres begær. I Ole Christian Madsens generationsportræt ’Steppeulven’ (2015) spillede hun den unge fredsaktivist Iben Nagel Rasmussen, hvis kæreste Eik Skaløe skrev og sang om sin Itsi Bitsi, der trods 60-tidsånden forblev hans eneste ene. Filmrollerne som Inge og Iben førte til Robert-nomineringer i 2014 og 2015 for bedste kvindelige hovedrolle.
Siden da har Marie Tourell Søderberg været vidt omkring. I Edison-opsætningen af  ’Engle i Amerika (en)’ var hun den valiumafhængige Harper på flugt fra et glædesløst ægteskab. I Folketeatrets turnéforestilling ’Mio min Mio’ fik den svenske instruktør Moqi Simon Trolin hende til at forvandle sig overbevisende til den 9-årige dreng Mio, der kæmper mod det onde i verden. Trolin engagerede hende efterfølgende i den dansk-svenske forestilling om ’Stockholms Blodbad’ på Malmö stadsteater. 2017 gæstede hun tv-serien ’Herrens veje’ som Christiania-kunstneren Nanna, der var ungdomskæreste med præstesønnen Christian. Hun havde titelrollen i den færøske spillefilm ’Nina’ (2018) om en ung og psykisk skrøbelig kvindelig forfatter. I efteråret 2018 spillede hun præstedatter i Teater Republique's madteaterforestilling ’Babettes Gæstebud’. I 2022 imponerede hun publikum og anmeldere med sin præstation i forestillingen ILT (Duncan Macmillan) og i 2023 spillede hun med i Den Store Brand af Roland Schimmelphennig på Teater Svalegangen i Århus.
Marie Tourell Søderberg har derudover arbejdet med at lægge stemme til tegnefilm. Første gang i år 2000 i rollen som Cindy Lou Who i Grinchen. Herefter har hun dubbet mange forskellige karakterer, heriblandt Alice - fra Alice i Eventyrland af Tim Burton (2010), Jasmin i Aladdin (2019) og ræven i den franske musikalske film om Yuku og blomsten på bjerget (2023).
Ved siden af sit arbejde som dubber har Marie Tourell Søderberg indtalt over 75 lydbøger, bl.a. Dagene, Dagene, Dagene (Tone Schunneson), Med hjertet i hånden (Liv Helm), Løb som floden (Shelley Read) og Indtil Vanvid, indtil Døden (Kirsten Thorup).
Ved siden af sit primære arbejde med film og teater har hun skrevet bestselleren ’Hygge: The Danish Art of Happiness]’. Den udkom i 2016 på det engelske forlag Penguin og er siden oversat til over 20 sprog, bl.a. tysk, fransk, italiensk, spansk, polsk, koreansk, japansk og mandarin.
Hun er vært på podcast-serien MEDSKABER, som handler om skuespillerens kreative potentiale og muligheder for at samskabe. Derudover arbejder hun som forfatter og producer i kunstkollektivet Yes Ma’am sammen med Amanda Collin. Yes Ma’am holder til på Zentropa og er sat i verden for at udvikle nye produktionsstrukturer, der kan fremme større kunstnerisk engagement, producere nye former for fortællinger og en langt mere sprudlende kreativ arbejdsproces for alle involverede.

## Filmografi

### Film
| År   | Titel                         | Rolle                | Instruktør           | Noter                |
| ---- | ----------------------------- | -------------------- | -------------------- | -------------------- |
| 2024 | Lucky                         |                      | Nitesh Anjaan        |                      |
| 2023 | Ustyrlig                      | Louise Wildenskov    | Malou Reyman         |                      |
| 2023 | Yuku - og blomsten på bjerget | Ræven                |                      | Dansk sang og stemme |
| 2021 | Hjerternes fest               | Anna                 | Marc Louis Sutton    |                      |
| 2019 | Aladdin                       | Jasmin               |                      | dansk stemme         |
| 2018 | Nina                          | Nina                 | Maria Winther Olsen  |                      |
| 2016 | Sofa                          | Vera                 | Anna Emma Haudal     |                      |
| 2016 | Needle Boy                    | Lisa                 | Alexander Bak Sagmo  |                      |
| 2016 | 1864 - brødre i krig          | Inge                 | Ole Bornedal         |                      |
| 2015 | Den Fremmede                  | Hanne                | Aske Bang            |                      |
| 2015 | Steppeulven                   | Iben Nagel Rasmussen | Ole Christian Madsen |                      |
| 2014 | Mikado                        | Ditte                | Simon Lykke          |                      |
| 2013 | Without You                   | Stine                | Asger Lindgaard      |                      |
| 2013 | Spies og Glistrup             | Janni Spies          | Christoffer Boe      |                      |
| 2010 | Alice i Eventyrland           | Alice                | Tim Burton           | Dubbing              |
| 2009 | Implosion                     | Nanna                | Balder Skånstrøm-Bo  |                      |
| 2007 | D+R                           | Dea                  | Camille Alsted       |                      |
| 2006 | Forsvunden                    | Christine            | Kaspar Munk          |                      |
| 2004 | Kysss                         | Line                 | Kaspar Munk          |                      |
| 2003 | Øjeblink                      |                      | Kaspar Munk          |                      |

### Tv-serier
| År        | Titel        | Rolle                       |          | Noter   |
| --------- | ------------ | --------------------------- | -------- | ------- |
| 2025      | Generationer | Jordemoderen Ellen          | DR       | 2. del  |
| 2020      | Cold Hawaii  | Karla                       | Viaplay  |         |
| 2020      | Rita         | Pil                         | TV2      |         |
| 2017      | Herrens Veje | Nanna                       | DR       |         |
| 2014      | 1864         | Inge                        | DR       |         |
| 2012-2015 | Violetta     | Violetta                    |          | Dubbing |
| 2006      | Klovn        | Marie, "pige med stomipose" | TV2 zulu |         |
| 2004      | Forsvar      | Nicole Hansen               | TV2      |         |

## Teater
|      | Forestilling            | Dramatiker             | Rolle       | Instruktør          | Teater               |
| ---- | ----------------------- | ---------------------- | ----------- | ------------------- | -------------------- |
| 2023 | Den store Brand         | Roland Schimmelphennig |             | Simon Boberg        | Teater Svalegangen   |
| 2022 | ILT                     | Duncan McMillan        | HUN         | Simon Boberg        | Teater Next          |
| 2019 | Cirkelines Fødselsdag   | Hanne Hastrup          | Cirkeline   | Lisbet Lipschitz    | Teater Next          |
| 2018 | Babettes Gæstebud       | Karen Blixen           | Søstrene    | Rolf Heim           | Østerbro Teater      |
| 2017 | Monster                 | Patty Jenkins          | Selby       | Anders Lundorph     | Det Kongelige Teater |
| 2016 | Stockholms Blodbad      | Lucas Svensson         | Dansk1      | Moqi Simon Trolin   | Malmö stadsteater    |
| 2016 | Mio, Min Mio            | Astrid Lindgren        | Mio         | Moqi Simon Trolin   | Folketeatret         |
| 2015 | Heksejagt (en)          | Arthur Miller          | Betty       | Roger Vontobel (de) | Det Kongelige Teater |
| 2013 | Engle i Amerika (en)    | Tony Kushner (en)      | Harper      | Christoffer Berdal  | Betty Nansen Teatret |
| 2011 | Skærmydsler             | Gustav Wied            | Ellen       | Jørgen W. Larsen    | Aalborg Teater       |
| 2011 | Pinocchio               | Carlo Collodi (en)     | Kat         | Frede Guldbrandsen  | Aalborg Teater       |
| 2004 | Spies, rejs og vær glad | Nikolaj Cederholm      | Janni Spies | Nikolaj Cederholm   | Østre Gasværk Teater |